# Igreja de São Pedro (Friões)
A Igreja de São Pedro é um templo barroco situado na freguesia de Friões, município de Valpaços, em Portugal.
Tem uma nave única, capela-mor e 2 sacristia adossadas, provavelmente construída no século XVIII. A Nave está separada da capela-mor por um Arco Triunfal, ladeado de 2 altares, no interior apresenta uma pia batismal de cantaria, duas pias de água benta também de cantaria, um púlpito e dois altares laterais situados na Nave. Todos os altares são de estilo barroco em talha dourada. Na Sacristia anexa à capela-mor existe também um altar do mesmo estilo também em talha dourada. Existe um coro com acesso do exterior através de escadas de granito. Na igreja encontra-se uma pedra sepulcral, não se conhecendo a data.
Na capela-mor expõe-se o altar-mor, uma das mais belas talhas douradas em igrejas barrocas no nosso país, as suas paredes estão revestidas de azulejos, onde figuram as imagens do Sagrado Coração de Jesus e S. Pedro,
A capela-mor está totalmente forrada com 25 caixotões de forma quadrada, que constituem um ambiente religioso com pinturas decorativas envolvido em talha dourada. É a única igreja em toda a região do Alto Tâmega que possui caixotões no teto.
No teto da nave existem 5 pinturas em telas de forma oval e dispostas simetricamente, situando-se ao centro e de maiores dimensões a imagem de S.Pedro, o Patrono da Freguesia. Nos 4 cantos figuram os 4 evangelistas: S. Marcos, S. Mateus, S. Lucas e S. João
Possui uma torre sineira dupla e simétrica sobre a fachada principal.

## Galeria Fotográfica

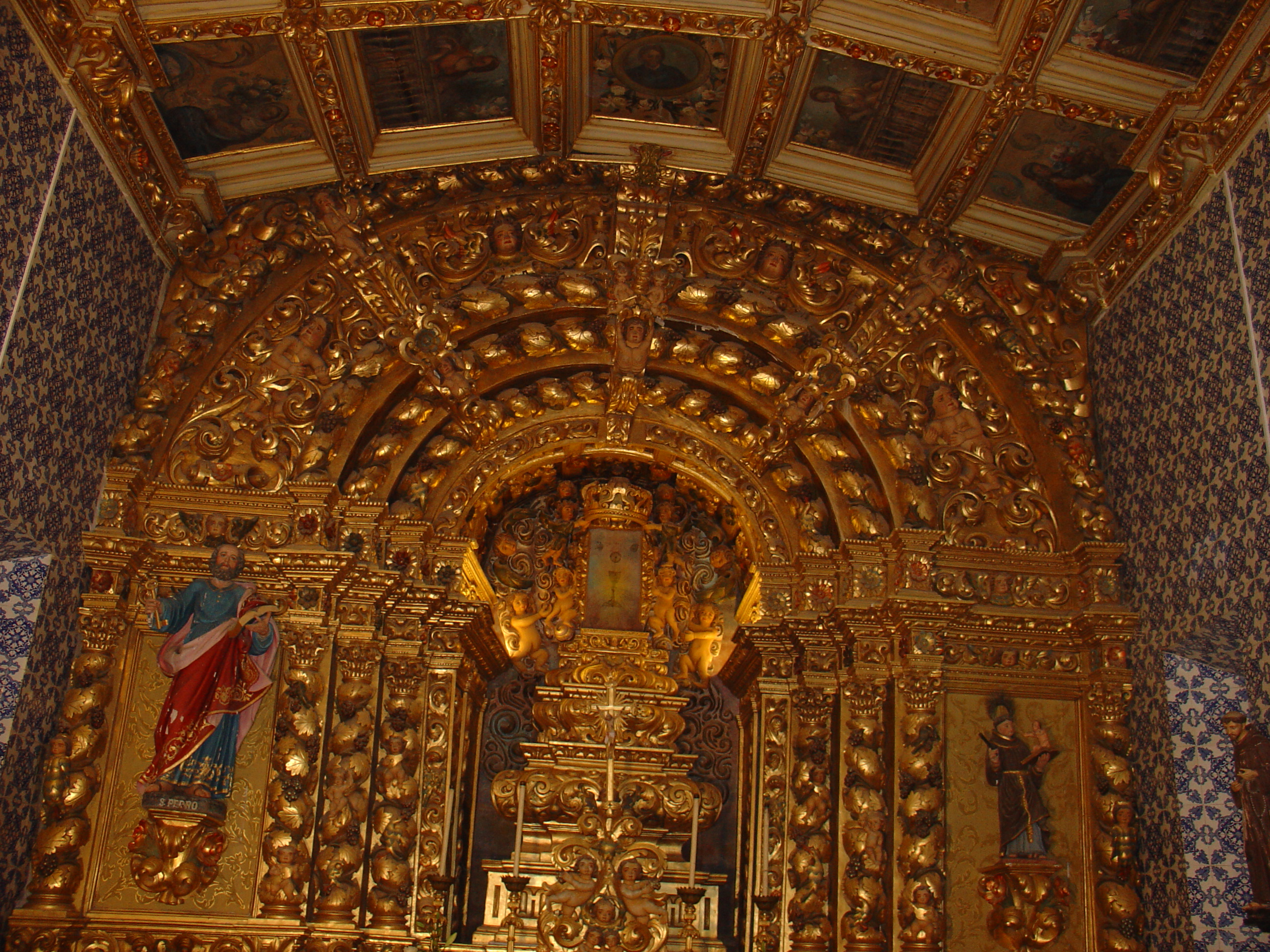
Altar de S. Pedro
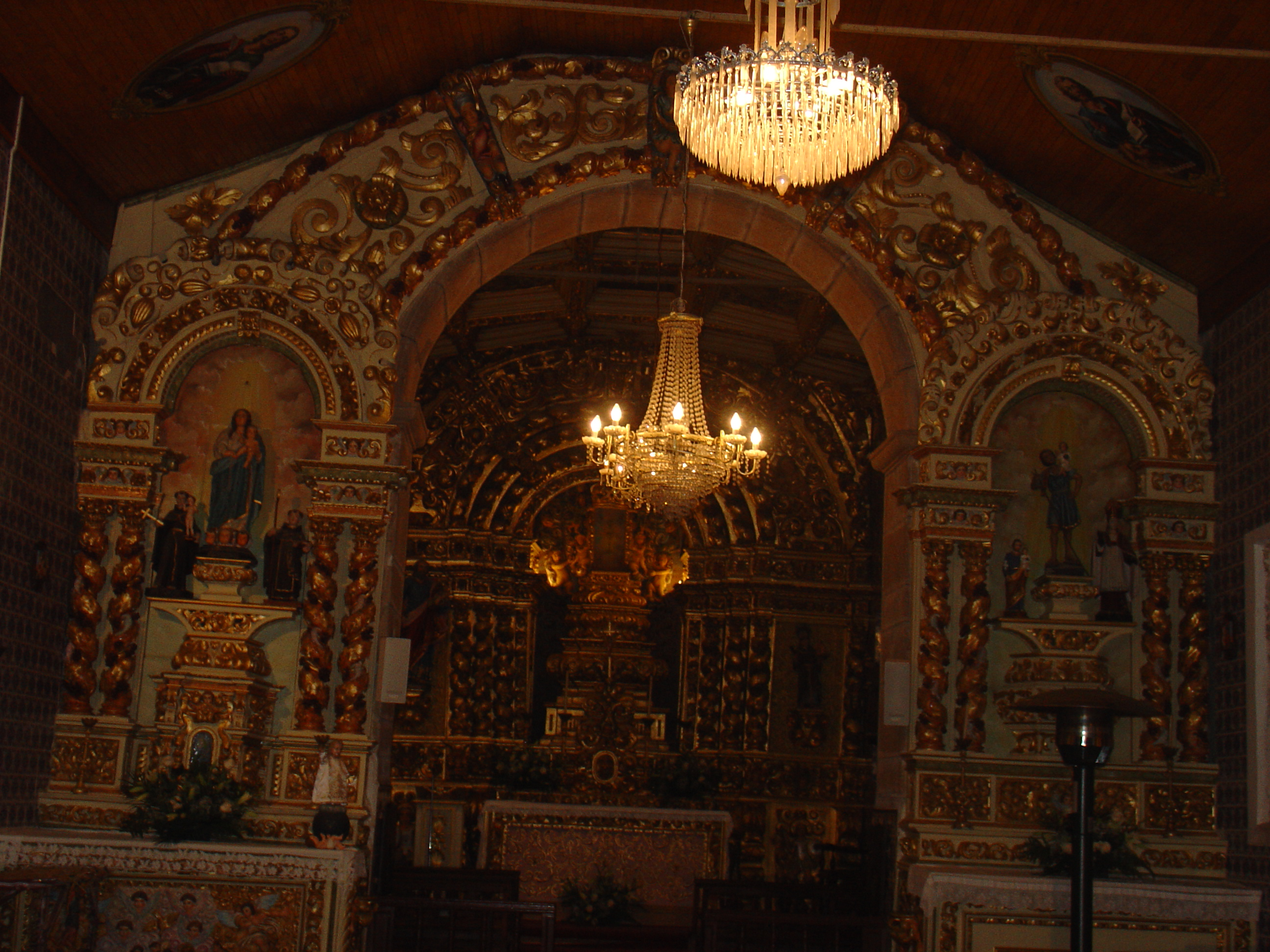
Arco Triunfal
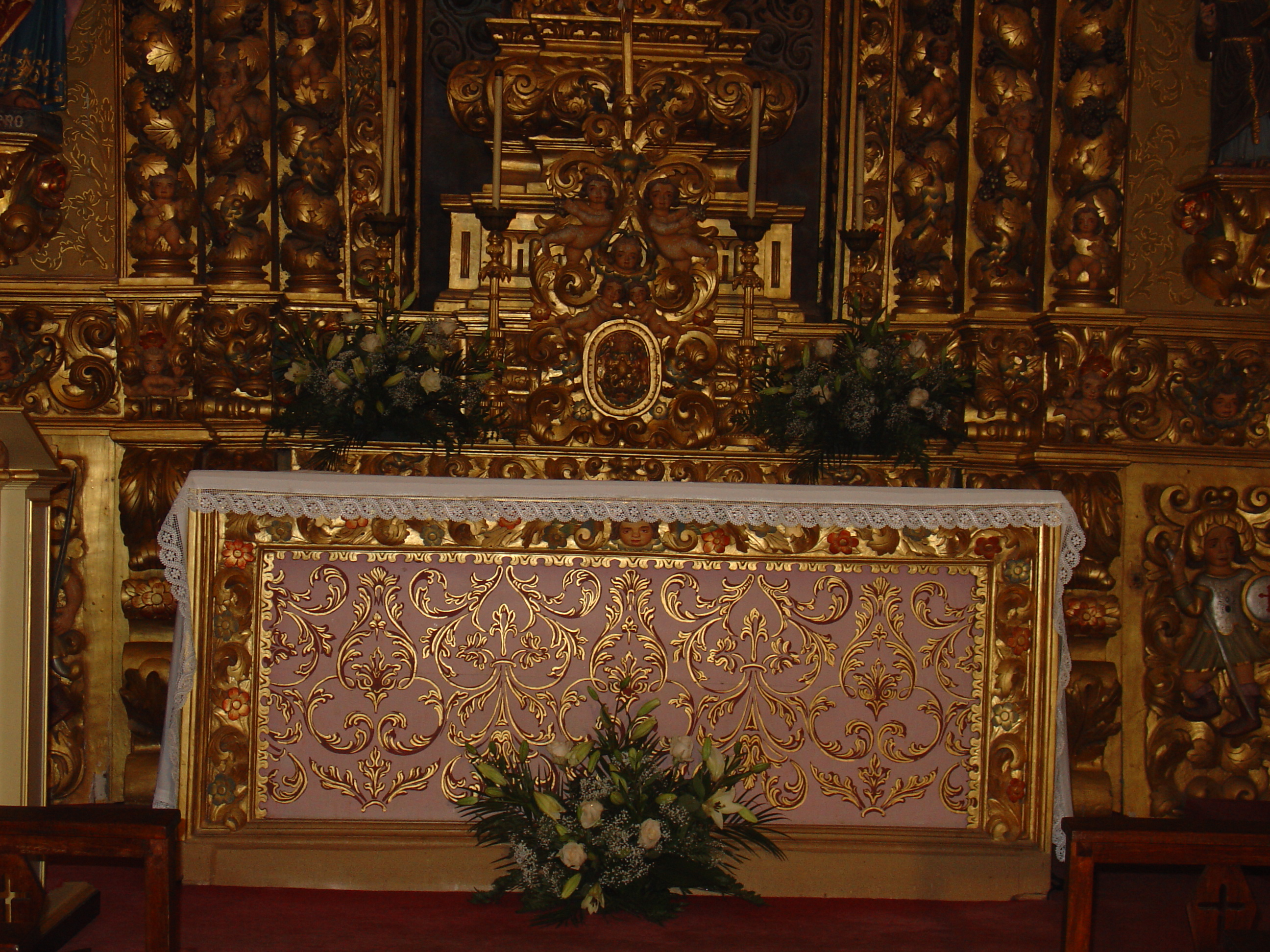
Altar de S. Pedro (base)
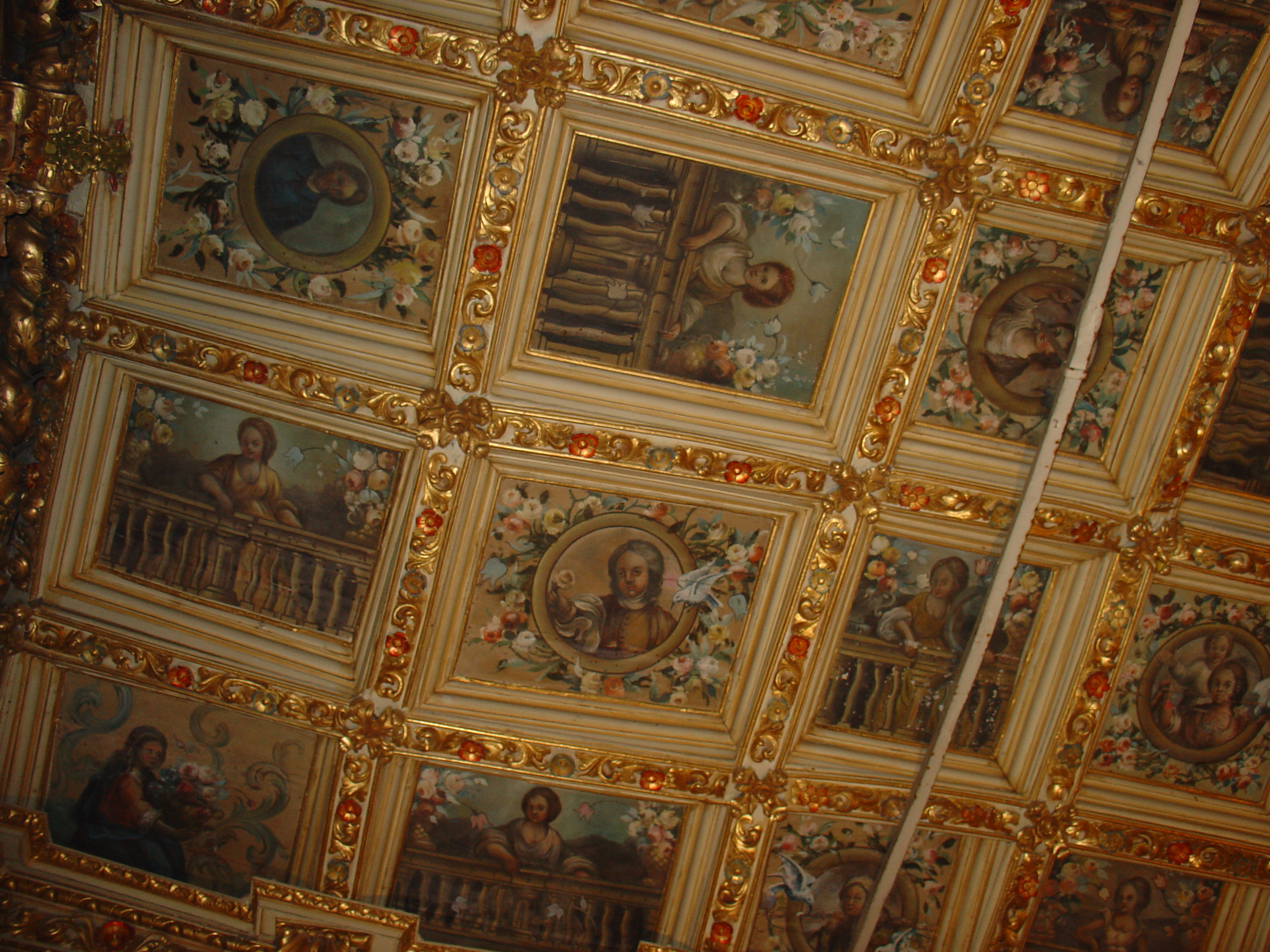
Caixotões da Capela Mor
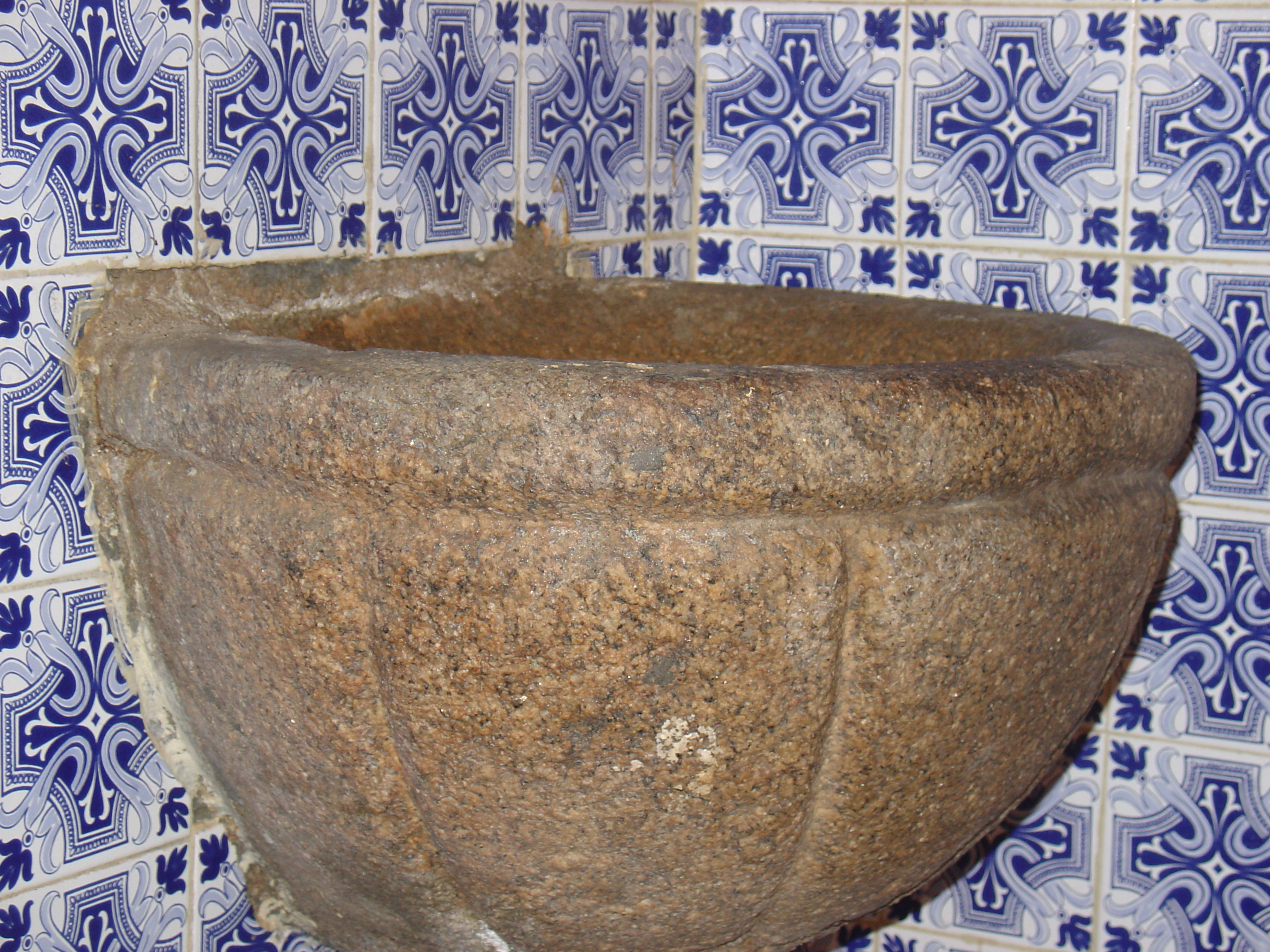
Pia de água benta
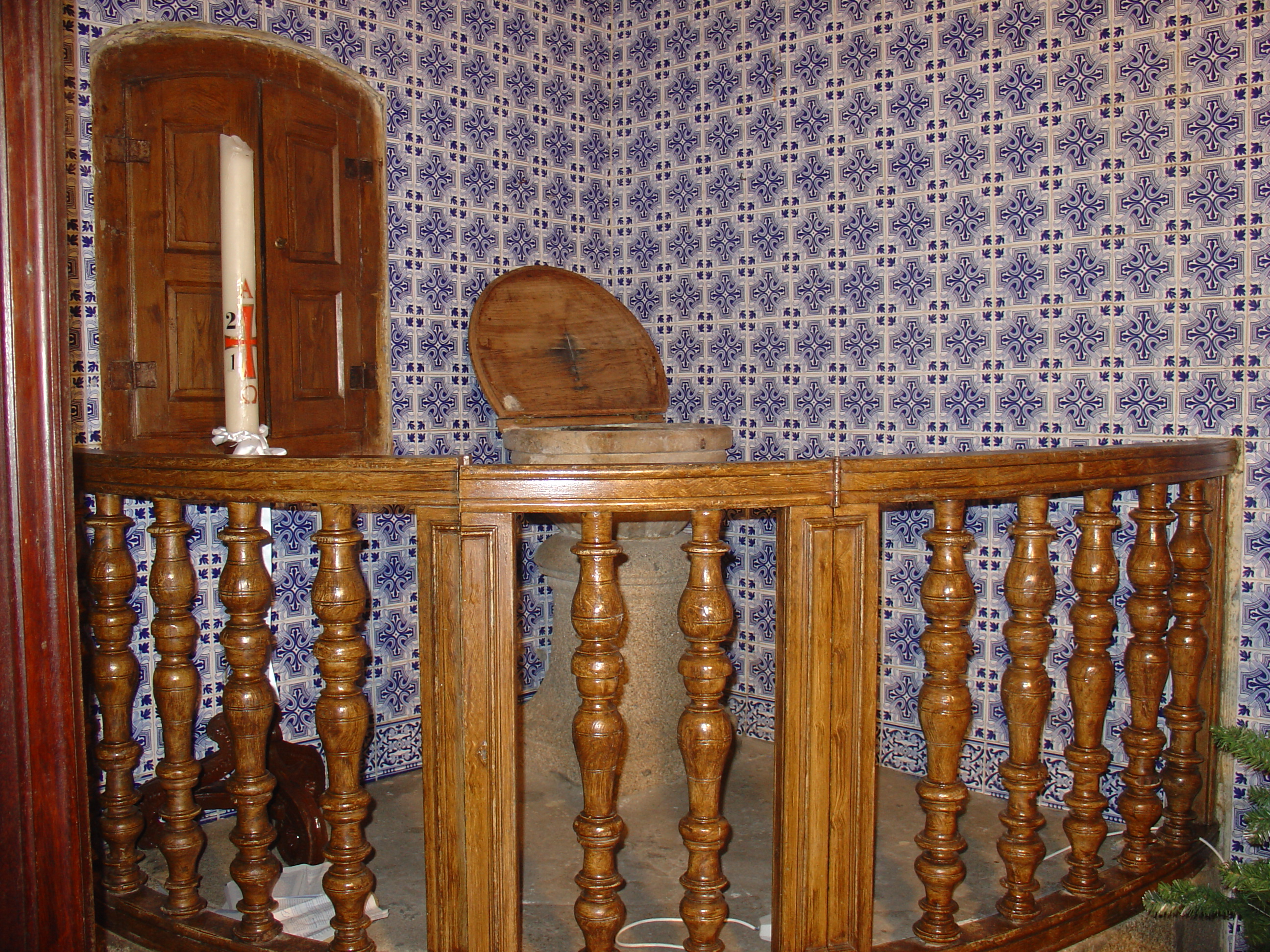
Batistério
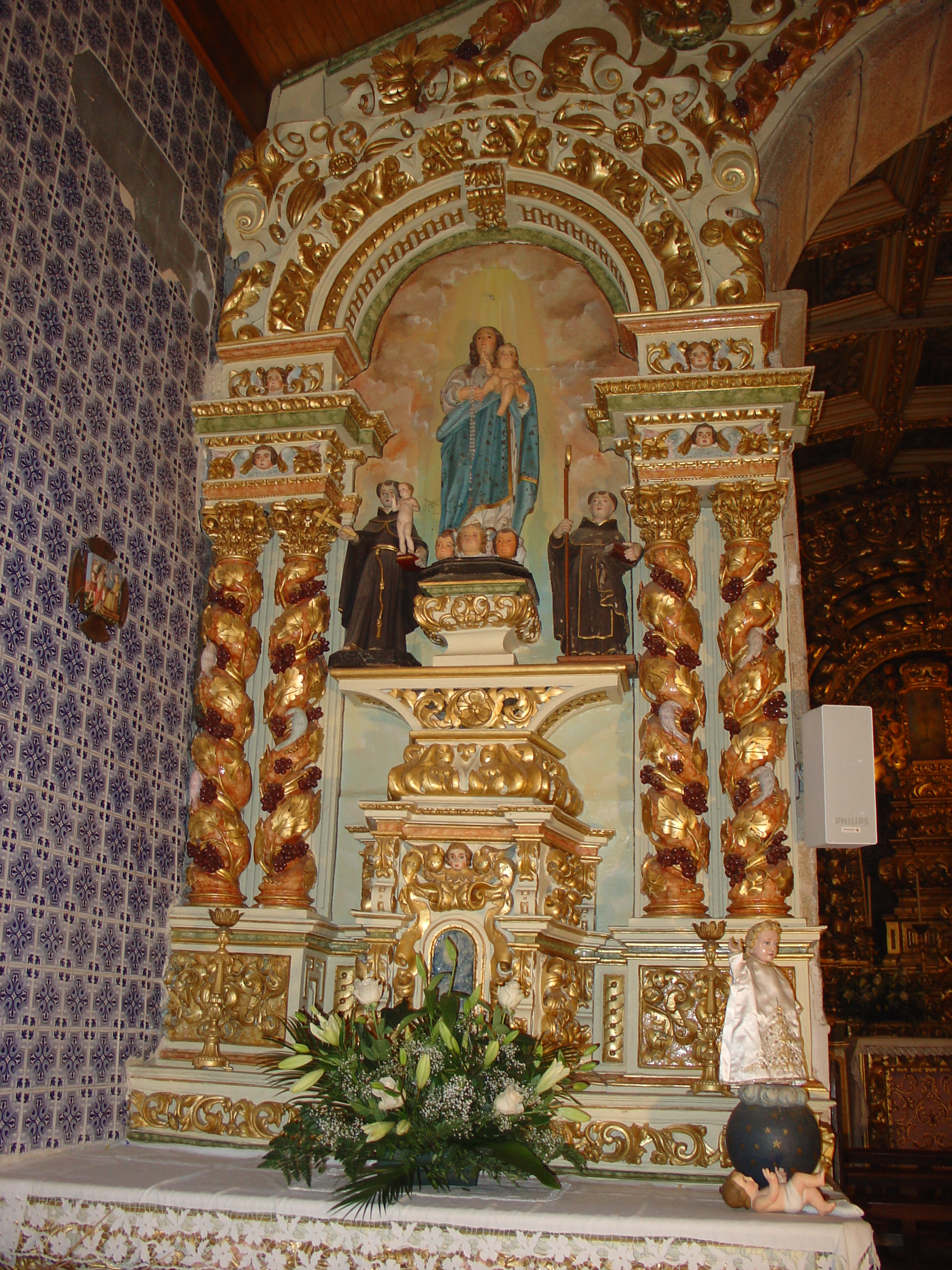
Altar de N.sra. do Rosário
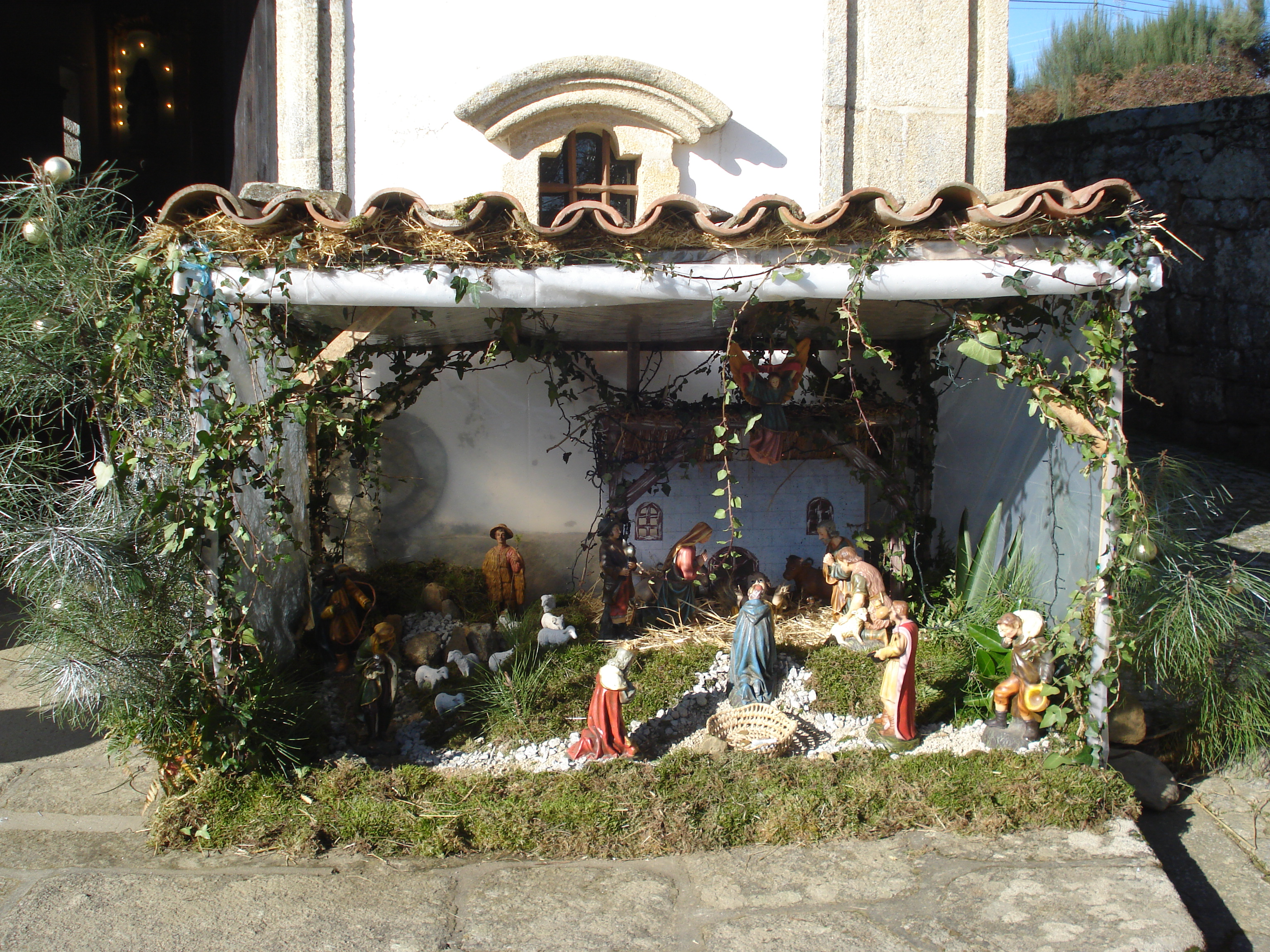
Presépio de 2011
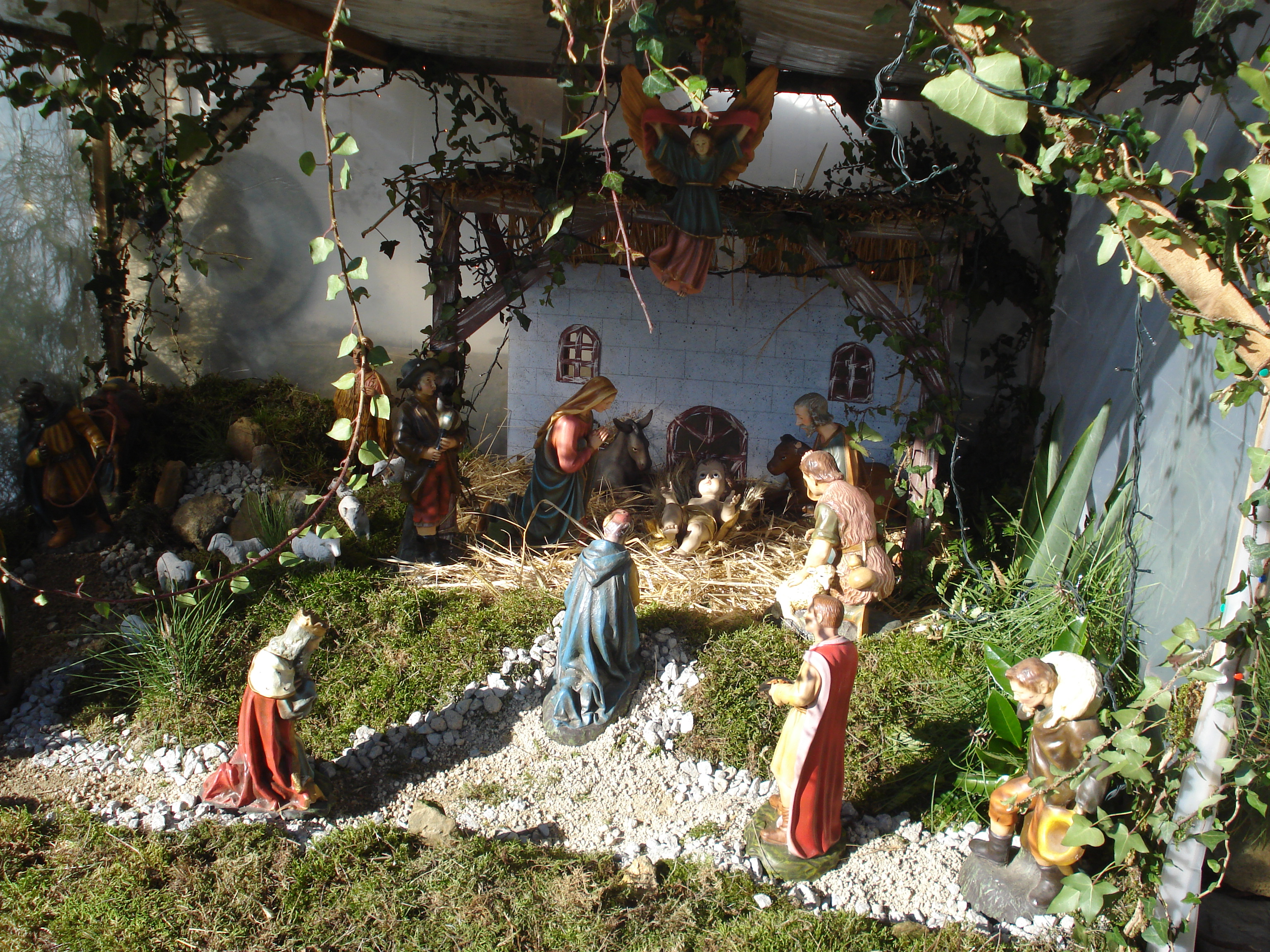
Presépio de 2011,interior
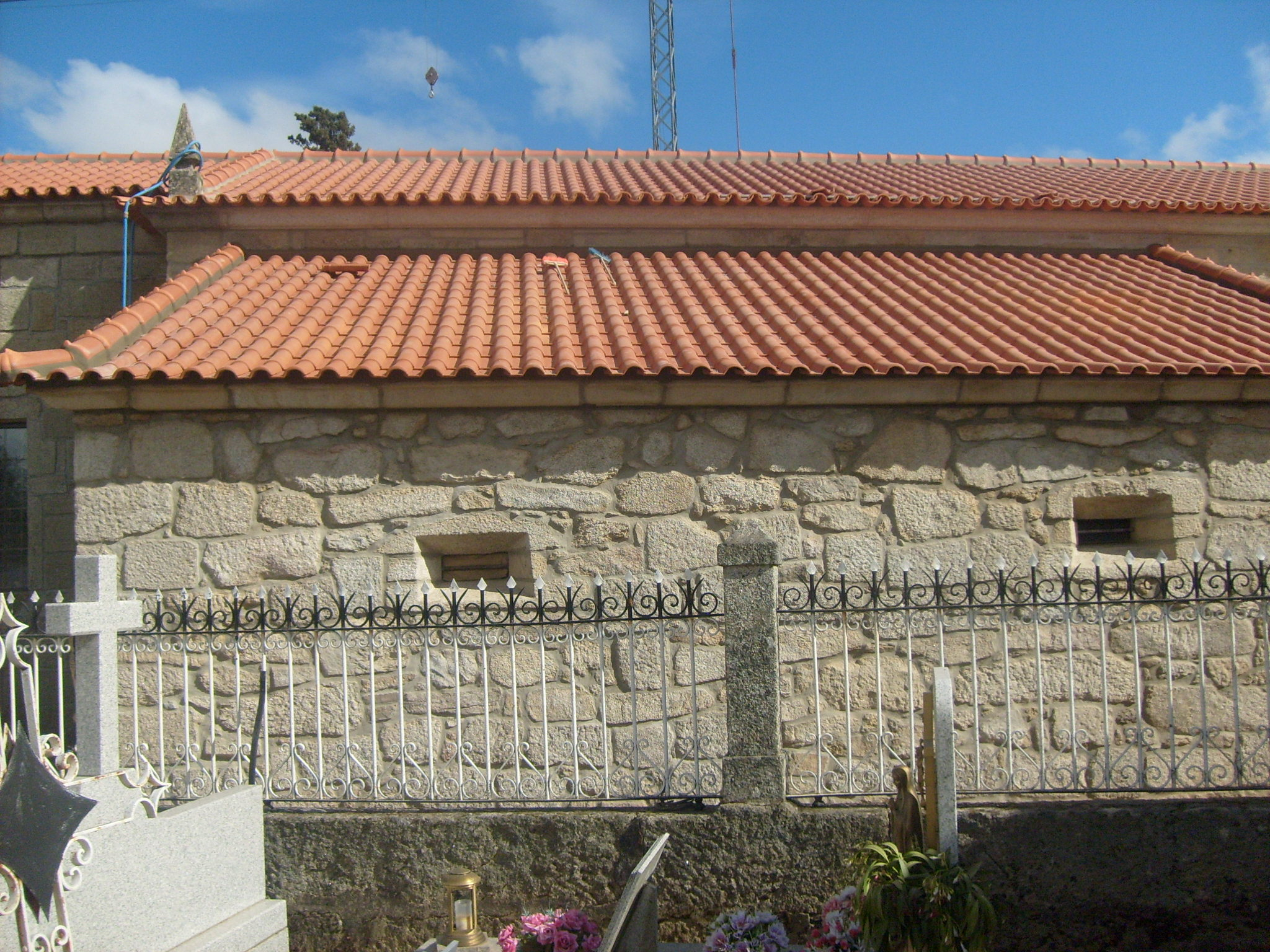
Sacristia Adossada

## Os Altares
Existem 6 altares na Igreja de S. Pedro:
- Altar Mor ou altar de S. Pedro
- Altar de Nossa Senhora do Rosário
- Altar de S. Cristóvão
- Altar do Senhor dos Passos
- Altar do Sagrado Coração de Jesus
- Altar do Menino Jesus de Praga (sacristia, o mais pequeno, mas um dos mais belos

## A Paróquia de Friões
Segundo o Historiador da Universidade do Minho, José Viriato Capela, em 1758, Friões era uma paróquia importante ao nível do atual distrito de Vila Real. As 5 maiores paróquias eram:
- Chaves    1 441 fogos
- Vila Real   640
- Mondim      446
- Cerva       411
- Valpaços    310

Ao nível do atual município de Valpaços:
- Valpaços     310 fogos
- Friões       254
- Ervões       222
- Ribeira de Alhariz 220
- Vilarandelo  220

Esta importância, justifica o esplendor e a grandiosidade da Igreja de Friões, provavelmente construída nesta época, o mesmo se aplicando a Ervões e Santiago da Ribeira de Alhariz, que então se chamava apenas Ribeira de Alhariz.

## A Freguesia de Friões
Friões é uma aldeia, sede de Freguesia e paróquia, do concelho de Valpaços e distrito de Vila Real que dista cerca de 14 km da sede do concelho, 84 km da sede do Distrito e a 165 km da cidade do Porto.
Friões é atravessada pela estrada Municipal 541, que começa no Barracão (EN 213) e termina perto de Argeriz (EN 206). As suas coordenadas geográficas são as seguintes:
- 41° 40' 46" Latitude N
- 7° 23' 40" Longitude O

Friões, sendo sede de Freguesia, fica situada aproximadamente ao centro, distribuindo-se as outras aldeias em torne dela, em espiral: Ferrugende, Vilarinho, Celeiros, S. Domingos, Quintela, Vilaranda, Ladário, Paranhos, Barracão e Mosteiro de Cima.

## Dados demográficos
Possui uma área de 28 Km2 e cerca de 610 habitantes, dos quais 42% são homens e 58% mulheres,  e com a seguinte composição etária: 6.2% com menos de 14 anos, 69.4% com idades compreendidas entre 15 e 64 anos e 24.4% com mais de 65 anos. Na sua maioria são reformados, sendo a actividade principal a agricultura. Os principais produtos são a batata, o centeio e a castanha. Existem também algumas pequenas empresas de construção civil e algum pequeno comércio e alguma pecuária.
A Idade média da população (que sofreu fortemente os efeitos da emigração massiva ocorrida nos anos sessenta e setenta) é de 58 anos. O índice de natalidade é muito baixo, nasce em média 1 criança por ano:
- Alguns indicadores:	  Friões	      Portugal
- Taxa de Natalidade	   1.64	               9.51
- Mortalidade Infantil	   0.00	               4.60
- Taxa de Mortalidade	  32.78	              10.60
- Esperança de Vida	  80.33	              78.34

## Principais monumentos
- A igreja se S. Pedro
- Capela de N. S. da Fonte

Ambos localizados em Friões
Todas as aldeias, com exceção do Barracão, possuem a sua própria capela e a sua própria fonte histórica. Existem algumas casas tipo senhorial das quais se destaca a casa das senhoras (feudais) do Ladário. Aqui (Ladário) o feudalismo só terminou no princípio do século XX, altura em que quase todos os habitantes das aldeias do Ladário e Vilaranda trabalhavam para as ditas 3 senhoras.
A casa das senhoras do Ladário está atualmente a ser utilizada com turismo de habitação.
Existem dois castros, mais ou menos abandonados nos limites da freguesia:
- Castro da Cerca – Celeiros / Vila Nova (Freguesia de S. Tiago da Ribeira)
- Castro do Castelo – Ferrugende / Gondar (Freguesia de Nogueira da Montanha)

O povo acredita que existe um túnel secreto ligando os dois.

## Imagens relativas ao restauro da Igreja
Em Janeiro de 2011, iniciaram-se obras de profunda restauração estrutural da Igreja. O custo das obras foi orçamentado em 141 000.00 Euros, não existem derrapagens, o montante foi maioritariamente suportado pelos cerca 400 paroquianos, na sua maioria idosos, por alguns emigrantes residentes no Canada, França, Luxemburgo, Estados Unidos e Suiça. O Município comparticipou com 35000.00€ e a Junta de Freguesia com 10 000.00€. O termino das obras esteve pevisto para o dia 29 de Fevereiro de 2012
Nesta data (8/01/12) o CEP, Conselho Económico Paroquial ainda precisa de angariar 11 000.00€ para financiar a totalidade das obras previstas.
Posteriormente será indispensável restaurar partes do altar-mor, os caixotões da capela-mor e a maioria dos Santos.
Resumo das principais Obras:
- Reforço dos alicerces
- Chão em placa de betão com revestimento superior em madeira
- Retificação e alinhamento dos topos dos muros da nave
- Substituição completa da estrutura do teto e telhado
- Restauração completa dos muros interiores da nave
- Recondicionamento completo das duas sacristias
- Construção completa de um novo coro
- Colocação de 13 vitrais artísticos em todas as 13 janelas

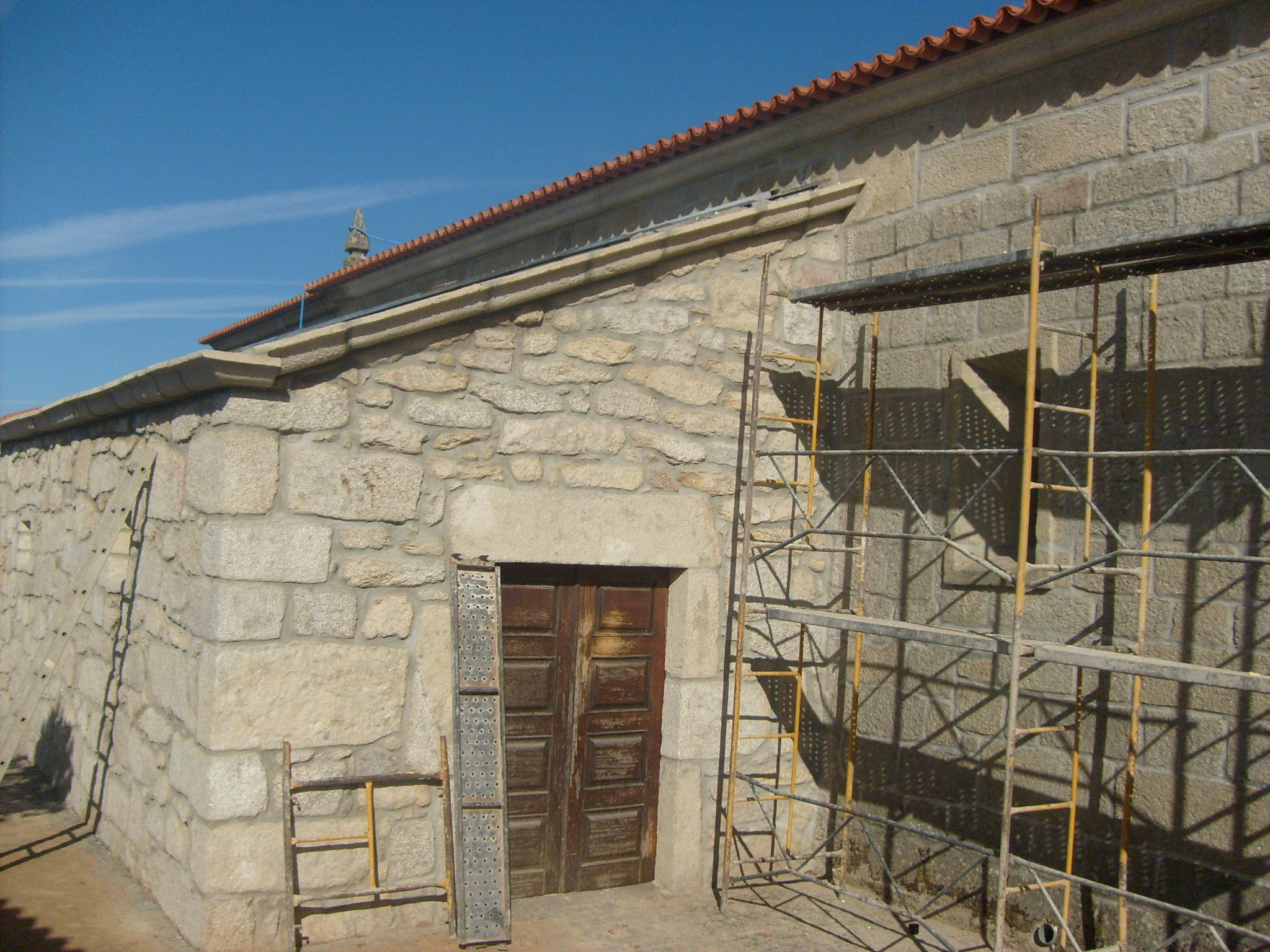
Exterior da Igreja
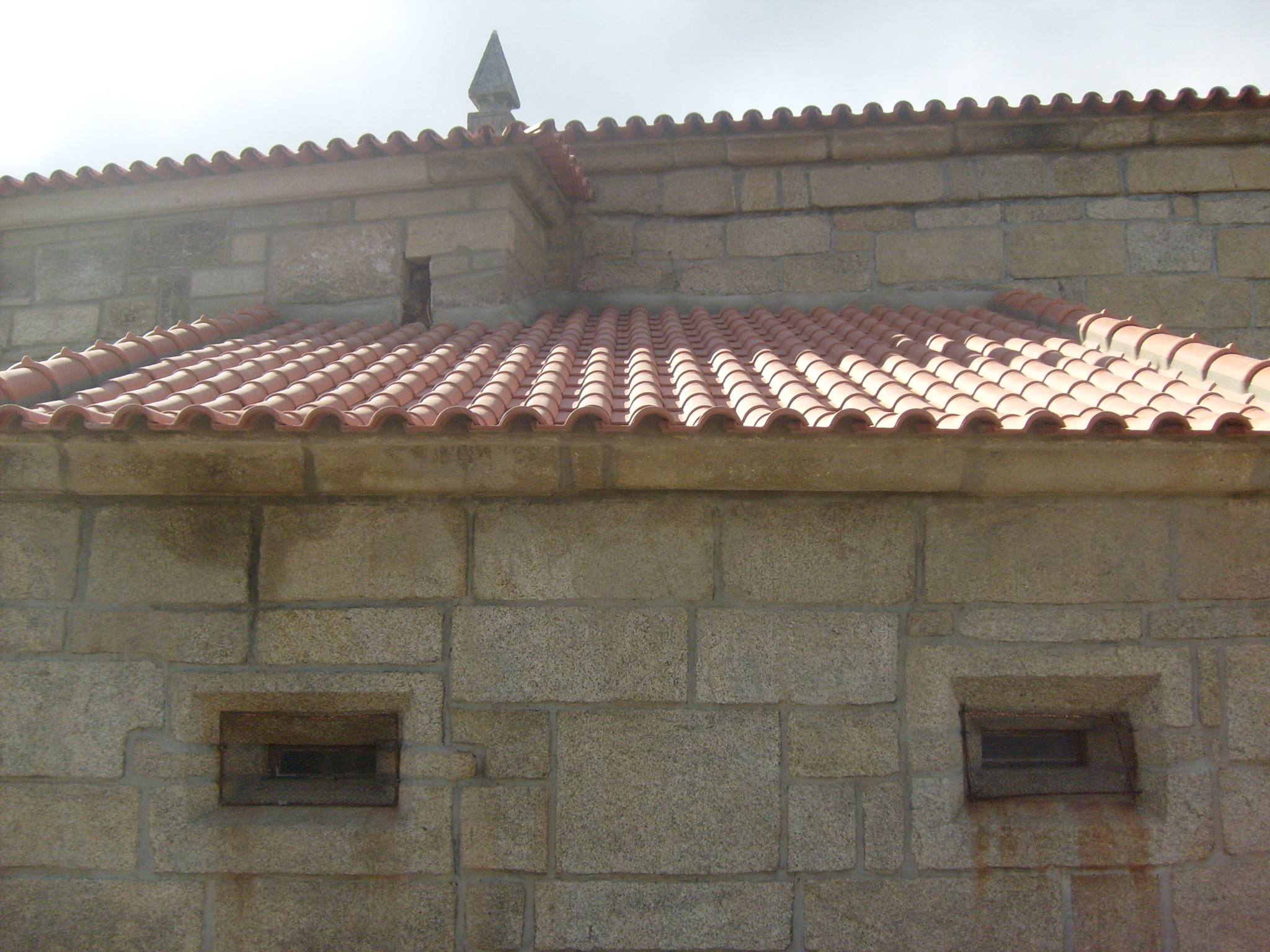
Outra Imagem do Exterior
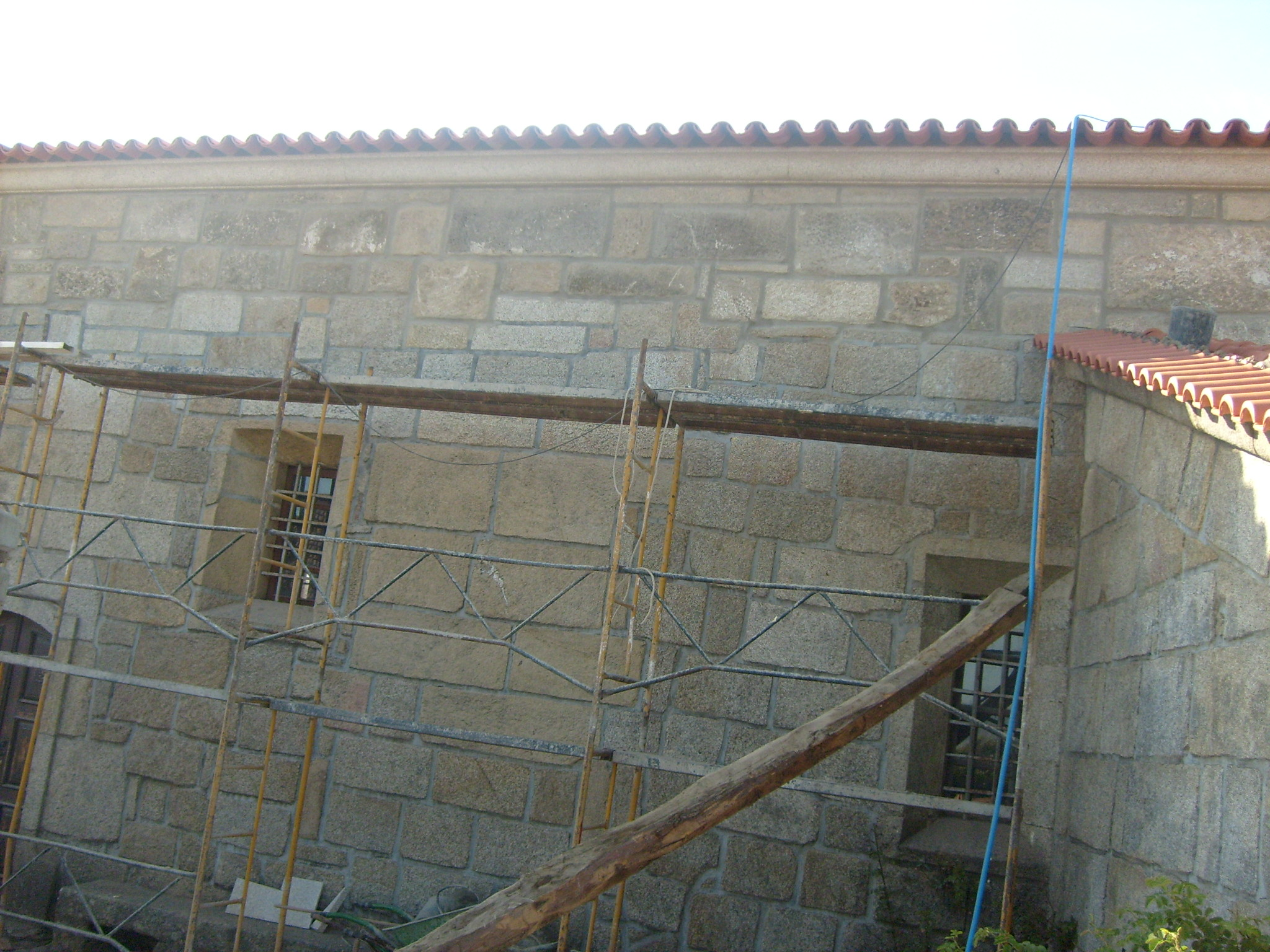
Muros exteriores
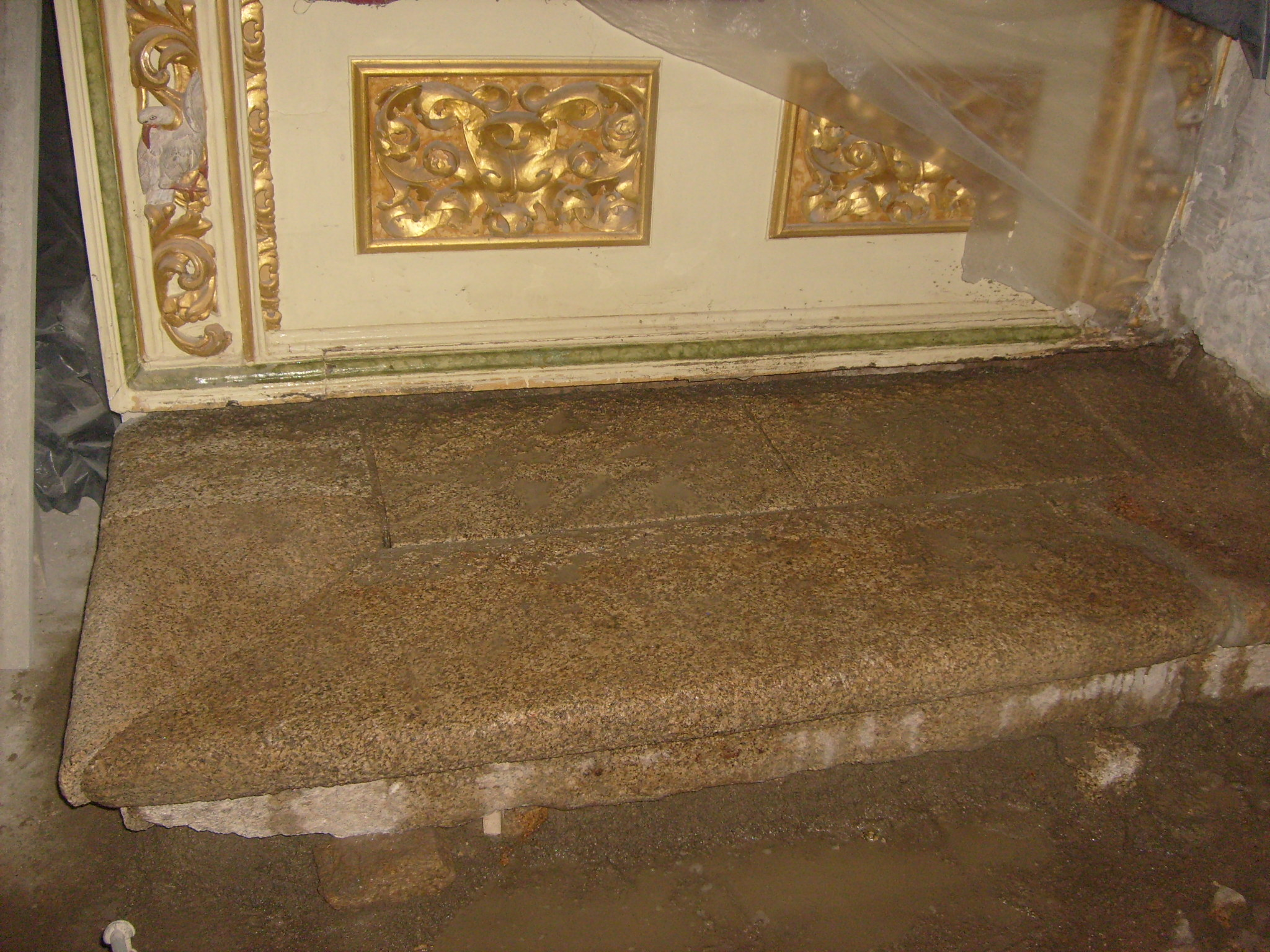
Plataforma dos altares do arco
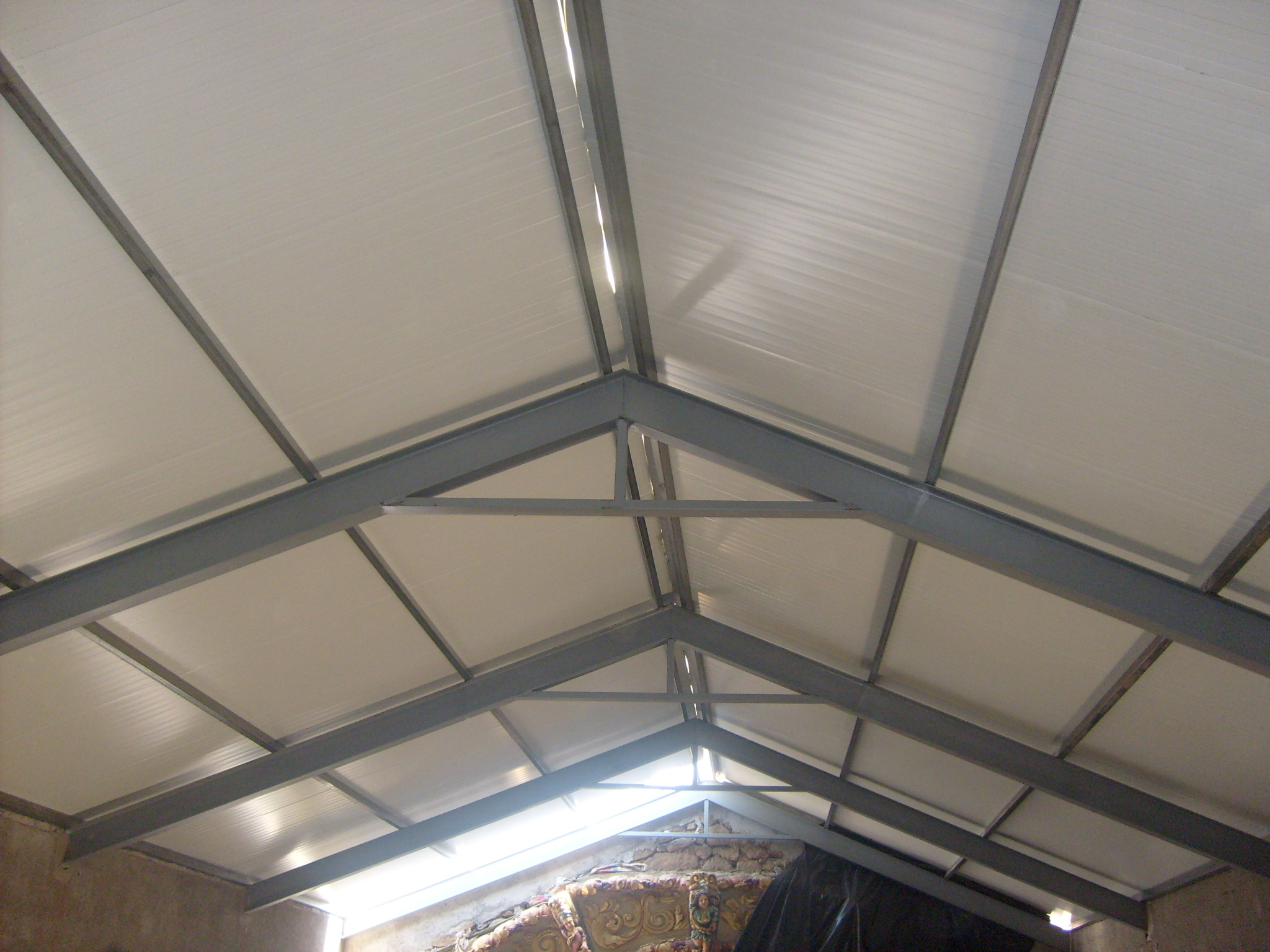
Novo teto
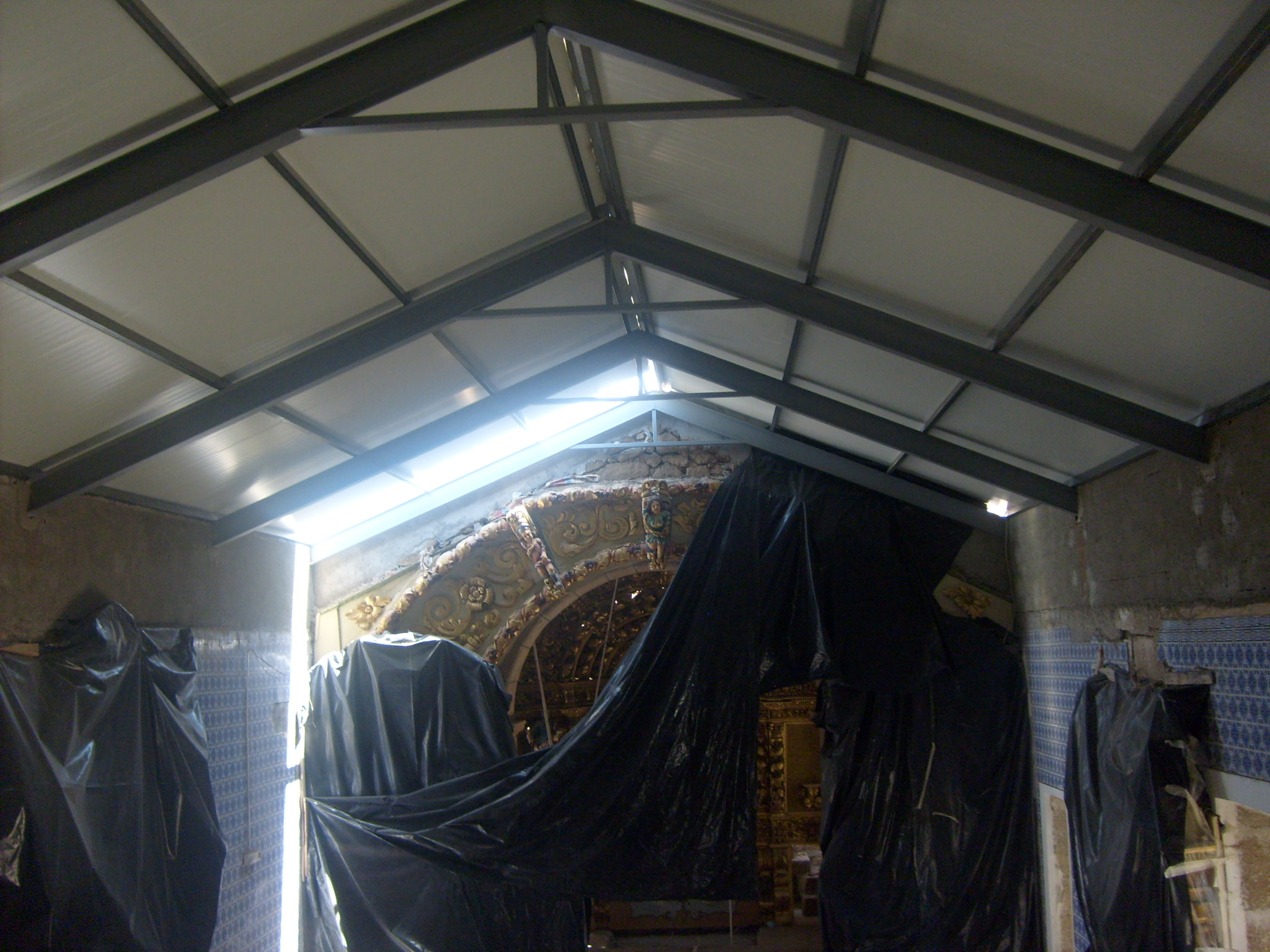
Outro aspeto do novo teto
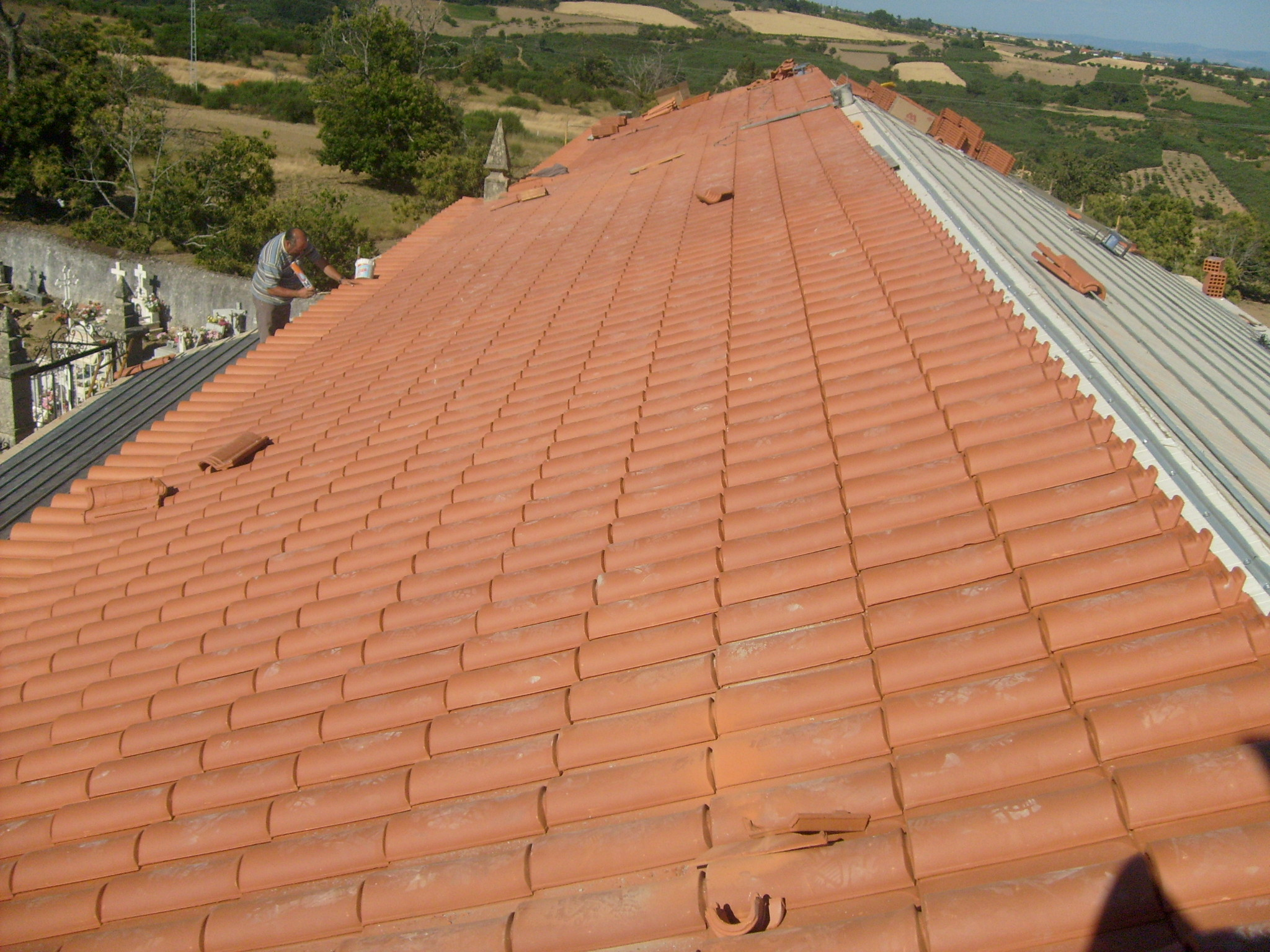
Novo teto exterior
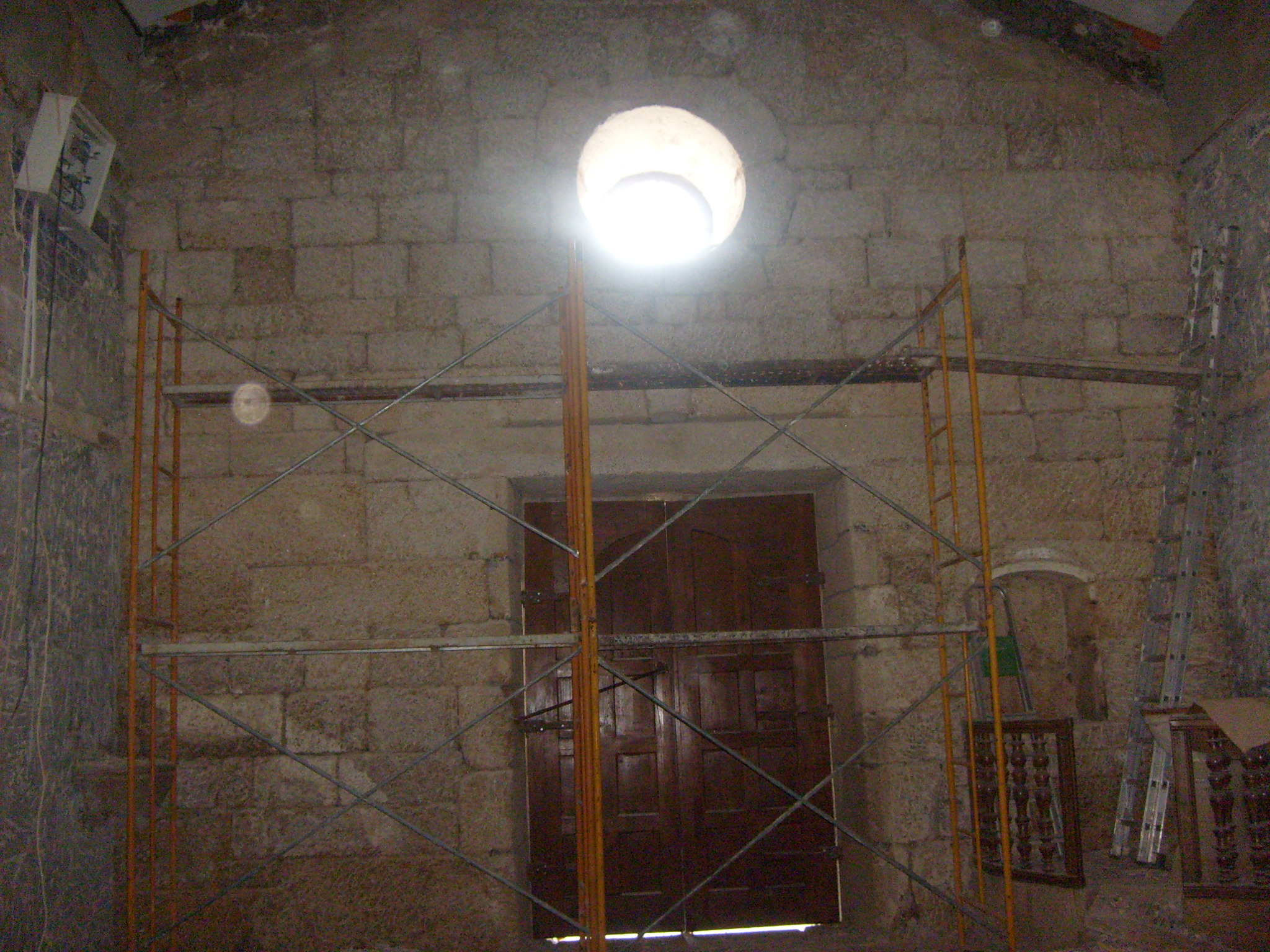
Renovação da parede interior,fachada frontal
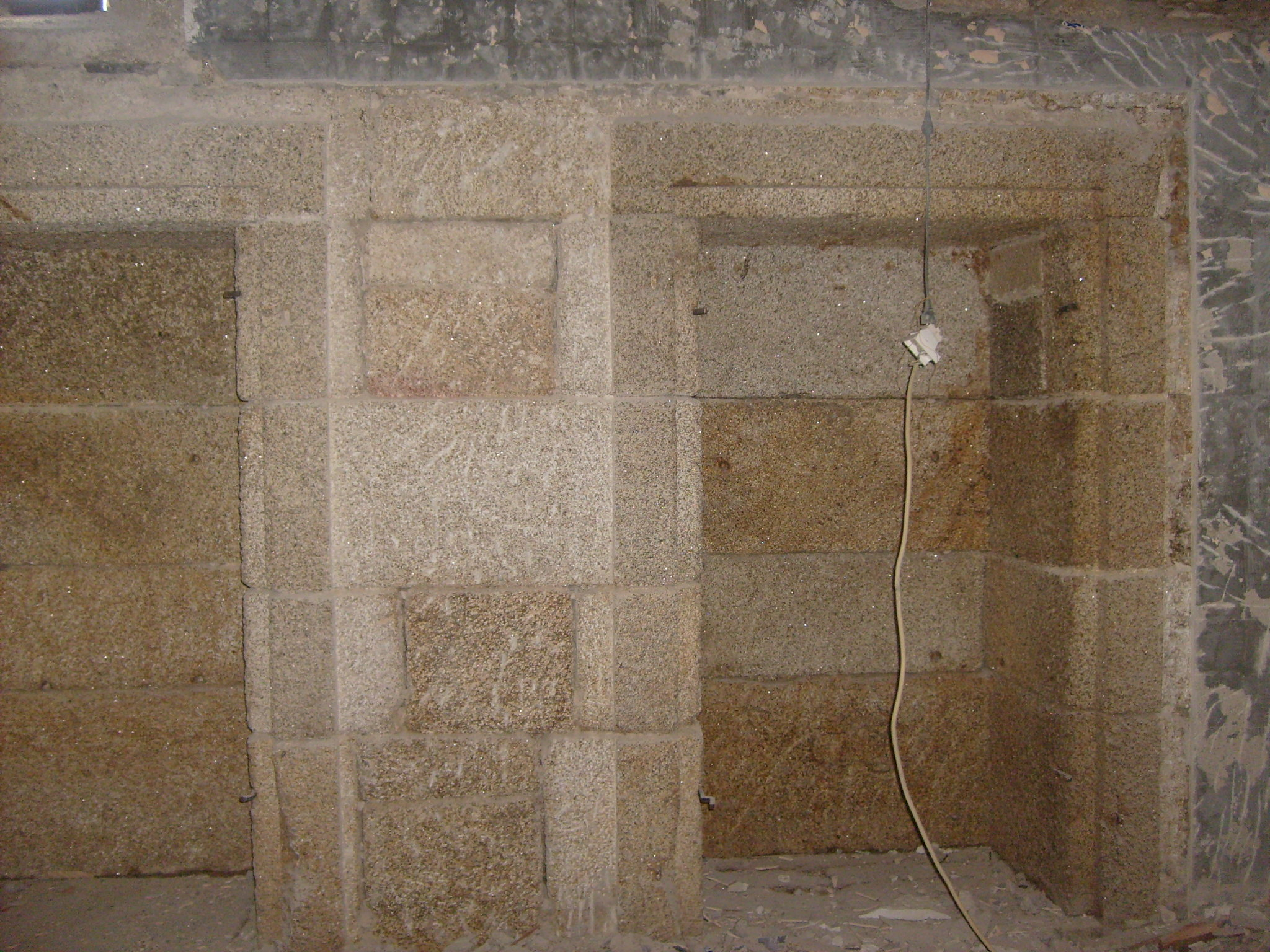
Restauros interiores
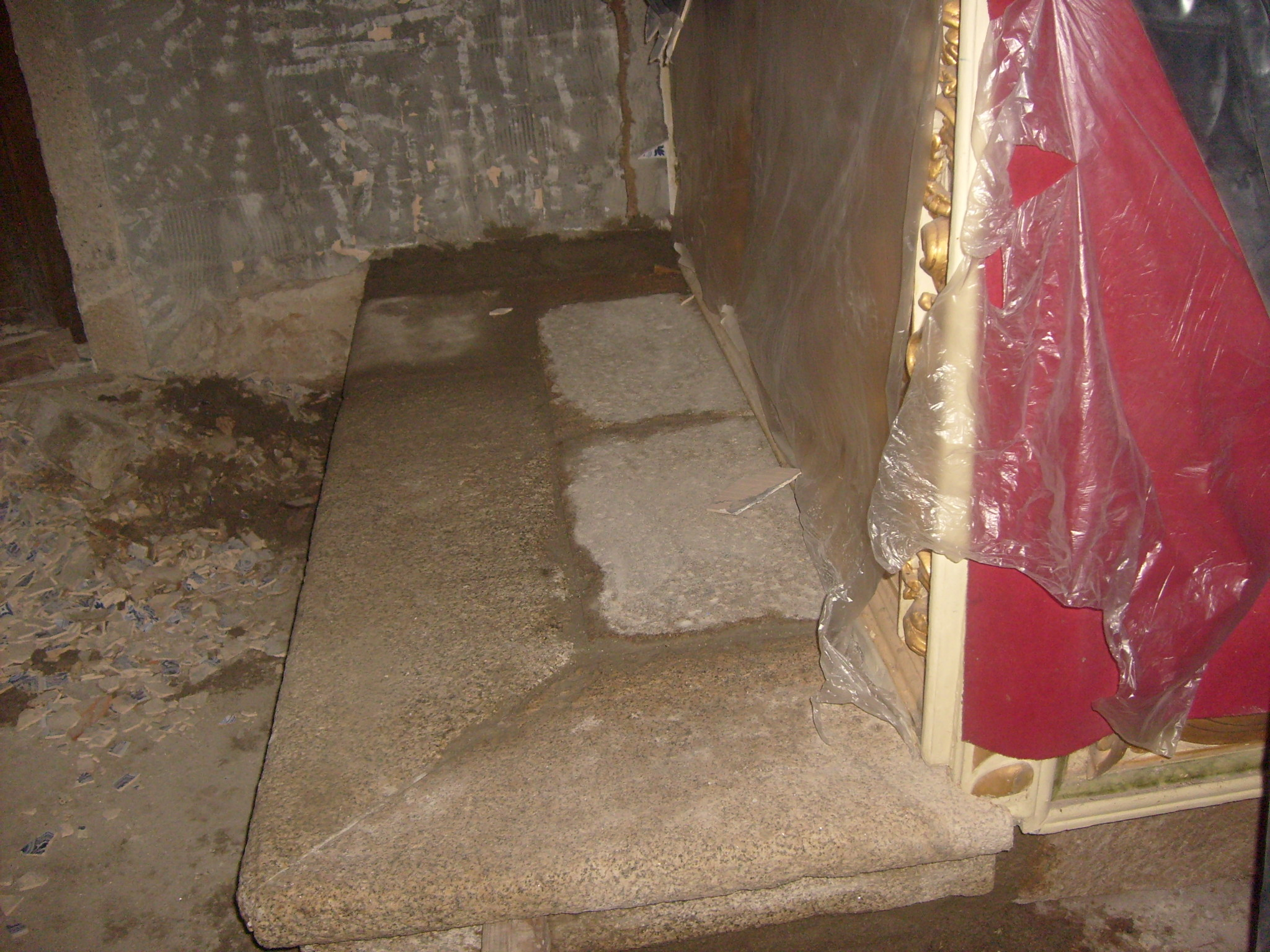
Renovações interiores
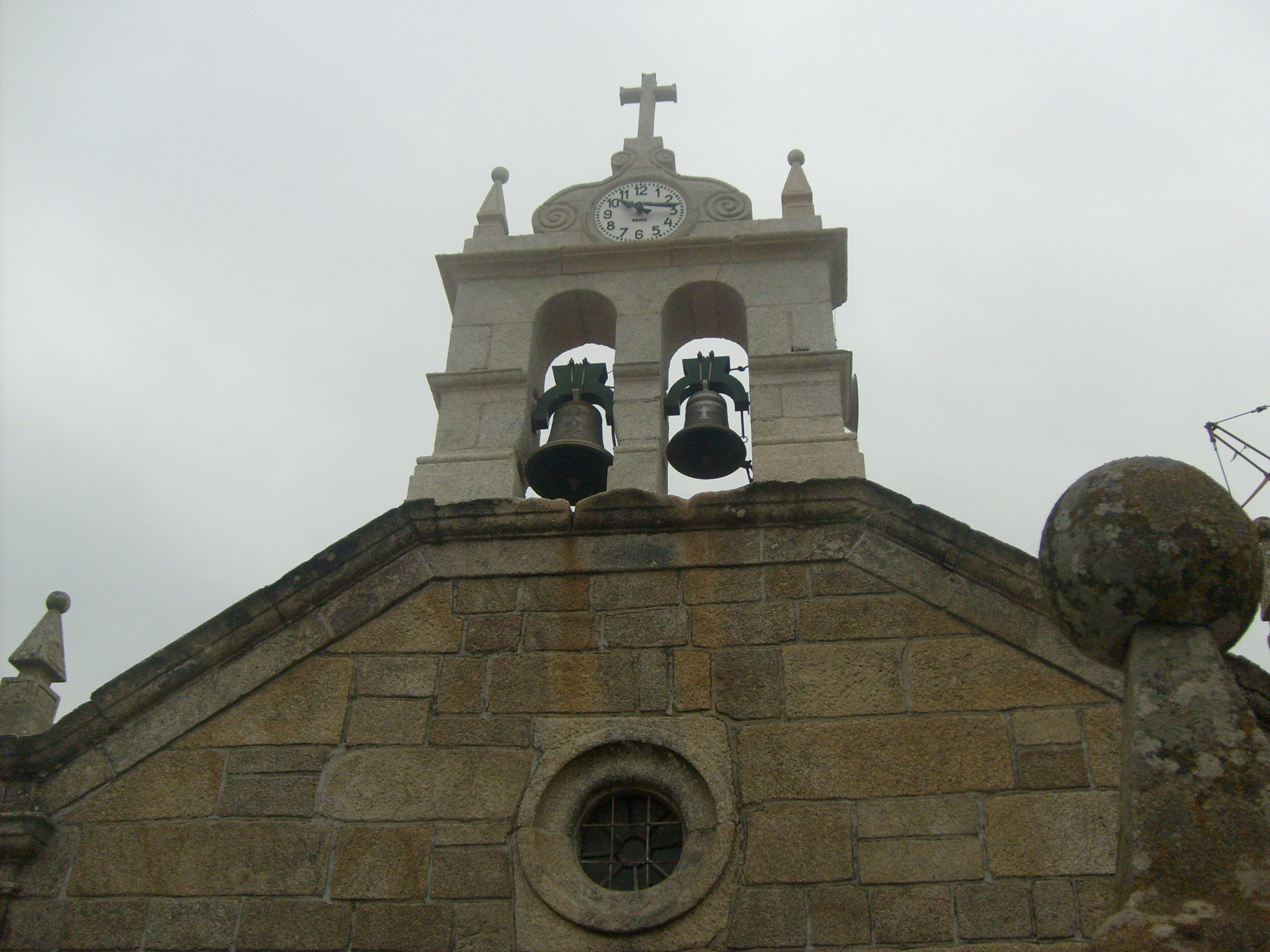
Torre Sineira
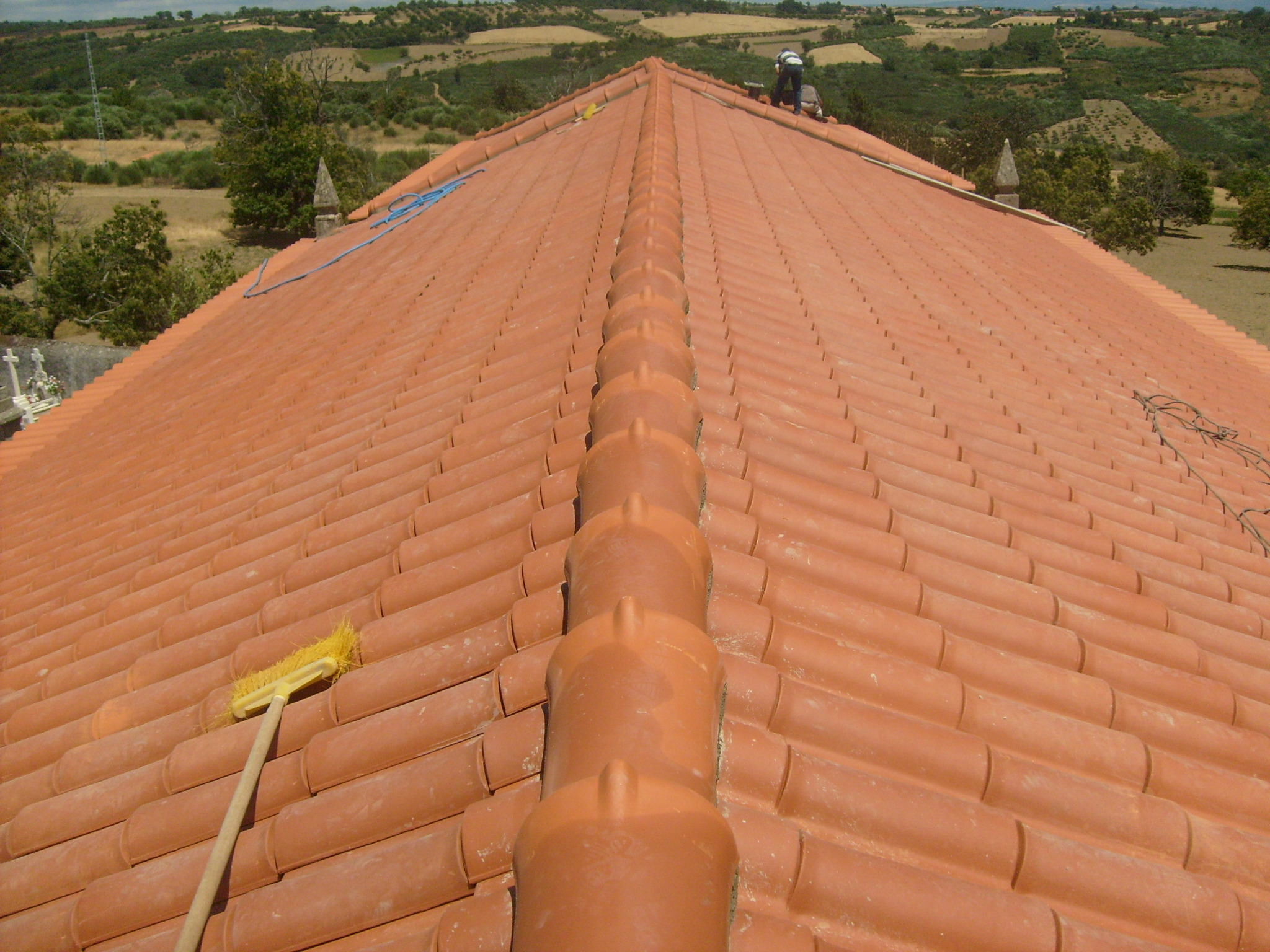
Novo Telhado

## Os Vitrais da Igreja de Friões
No âmbito do recente restauro da Igreja, o Conselho Económico Paroquial, decidiu homenagear as onze aldeias da paróquia colocando onze imagens em vitrais de qualidade com os Padroeiros de cada uma das localidades:

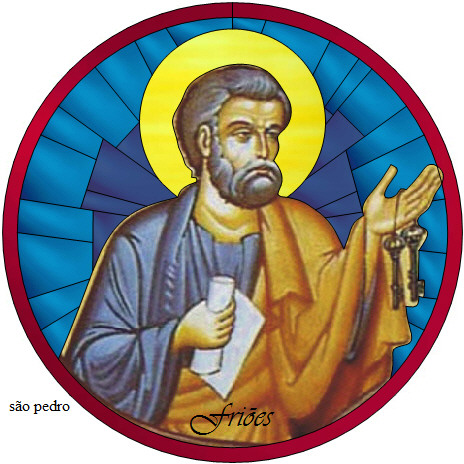
Friões - São Pedro
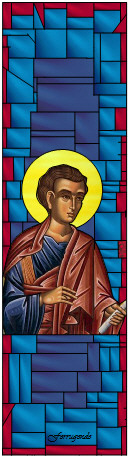
Ferrugende - São Tomé
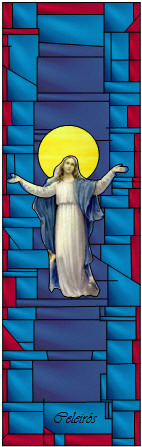
Celeirós - N. S. da Assunção
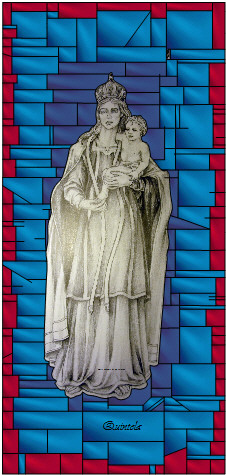
Quintela - N. S. da Natividade
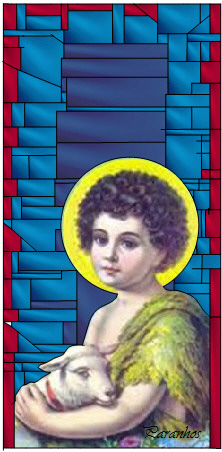
Paranhos - São João Batista
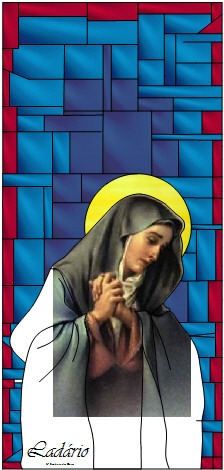
Ladário - N. S. das Dores
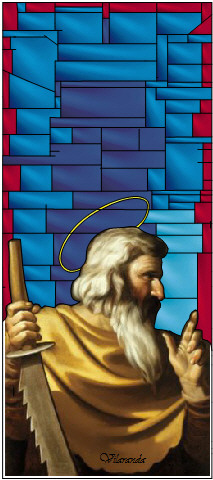
Vilaranda - São Simão
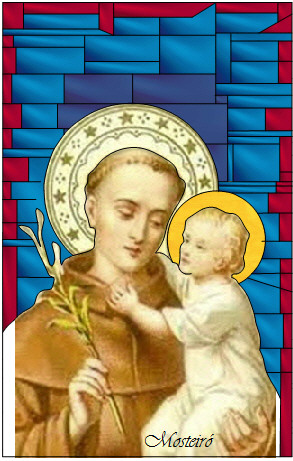
Mosteiró de Cima - Santo António
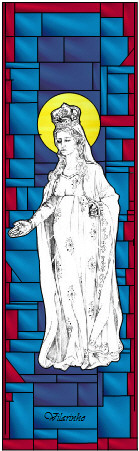
Vilarinho - N.S. da Expectação
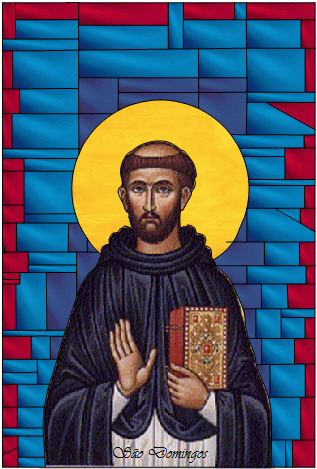
São Domingos de Gusmão
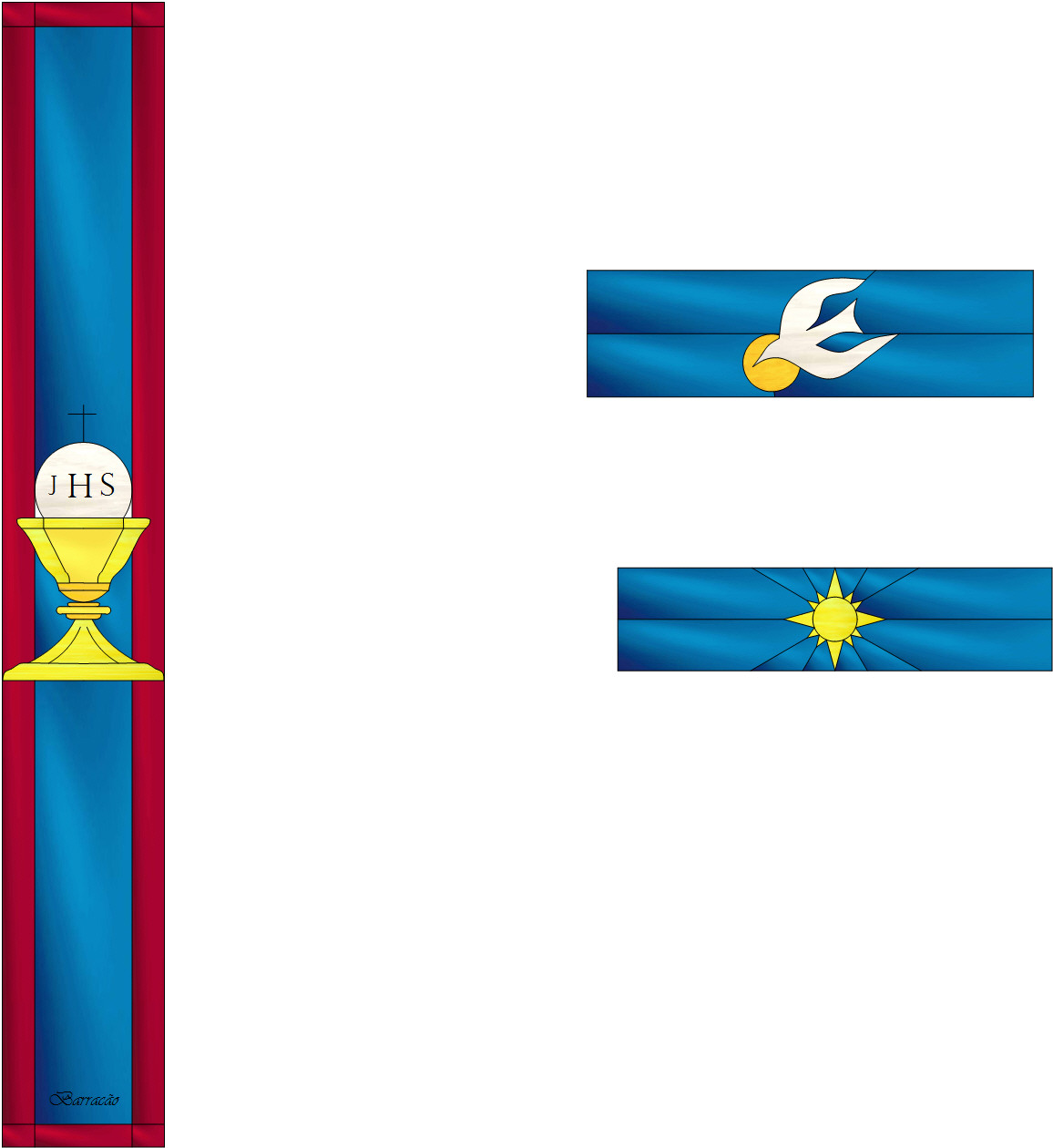
Barracão - Espírito Santo